# Klauzula największego uprzywilejowania
Klauzula największego uprzywilejowania (ang. most favoured nation clause, MFN) – pojęcie dotyczące międzypaństwowej wymiany towarowej. Jest to określenie traktatowego zobowiązania stosowanego w międzynarodowych stosunkach handlowych. Państwo przyznające tę klauzulę innemu państwu zapewnia mu uprawnienia i udogodnienia nie mniejsze niż jakiemukolwiek innemu państwu, z którym handluje.

## Opis
Klauzula największego uprzywilejowania (KNU) obejmuje zazwyczaj kwestie dotyczące handlu zagranicznego, a także żeglugi morskiej, komunikacji, tranzytu i traktowania cudzoziemców.
KNU jest normą o charakterze blankietowym, nie daje ona konkretnych przywilejów i ustępstw.
Klauzula ta może być jednostronna lub przyznawana na zasadzie wzajemności. Wyróżnia się dwa rodzaje KNU: bezwarunkową i warunkową. W pierwszym przypadku przyznawane są partnerowi udogodnienia zaoferowane uprzednio państwu trzeciemu (traktowanie identyczne). KNU warunkowa (amerykańska) uzależnia przyznanie państwu udogodnień od otrzymania przez kontrahenta korzyści równych tym, które zostały przyznane wcześniej państwu trzeciemu.
Stosowanie klauzuli bezwarunkowej obowiązuje państwa należące do Światowej Organizacji Handlu. Wyjątkiem od KNU w ramach GATT były różnego rodzaju ugrupowania integracyjne oraz powiązania między byłymi koloniami i metropoliami.